# Eanfrith de Bernícia
Eanfrith (590–634) o Enfred fou breument rei de Bernícia, entre el 632 i el 633. Era fill de Etelfred, qui havia governat també a Deira abans de ser mort en batalla al voltant del 616 per Raedwald de l'Ànglia de l'Est.
La mort d'Etelfred va permetre el retorn del seu cunyat Edwin, condemnat a l'exili i protegit de Raedwald. Edwin va esdevenir rei de Northúmbria i va obligar a Eanfrith, qui segons Beda era el fill més gran d'Etelred, a exiliar-se al nord. En la seva Historia ecclesiastica gentis Anglorum, Beda escriu que "Durant tot el temps que Edwin va regnar, els fills d'Etelred, que hi havia regnat abans que ell, amb molts altres nobles, van viure desterrats entre el scots o pictes, i allà foren instruïts segons la doctrina del escocesos, i van rebre la gràcia del baptisme."
Eanfrith es va casar amb una princesa picta i va tenir un fill, Talorgan, que més tard esdevenia rei del pictes (653–657). Mentrestant, a Northúmbria, Edwin queia davant Cadwallon ap Cadfan de Gwynedd i Penda de Mèrcia a la batalla de Hatfield Chase l'octubre del 633. Eanfrith va veure l'oportunitat de retornar casa i esdevenir rei de Bernicia, però no de Deira, on van escollir per monarca a un parent d'Edwin, Osric.
L'historiador D. P. Kirby, assenyala que l'habilitat d'Eanfrith per esdevenir rei tan de pressa després de la mort d'Edwin, suggereix l'existència de diverses aliances prèvies, entre les quals s'inclou un acord entre Cadwallon i Eanfrith. Tanmateix, si al principi hi havia una relació amistosa entre Eanfrith i Cadwallon, aquesta no va durar gaire doncs Beda escriu que Eanfrith va anar a veure Cadwallon "amb només dotze soldats" en un intent de negociar la pau i Cadwallon el va fer matar.
Fou succeït pel seu germà Osvald de Northúmbria, que si va ser capaç de derrotar i matar Cadwallon, governant Bernicia i Deira sota un unificat regne cristià de Northúmbria.